# 荏子田

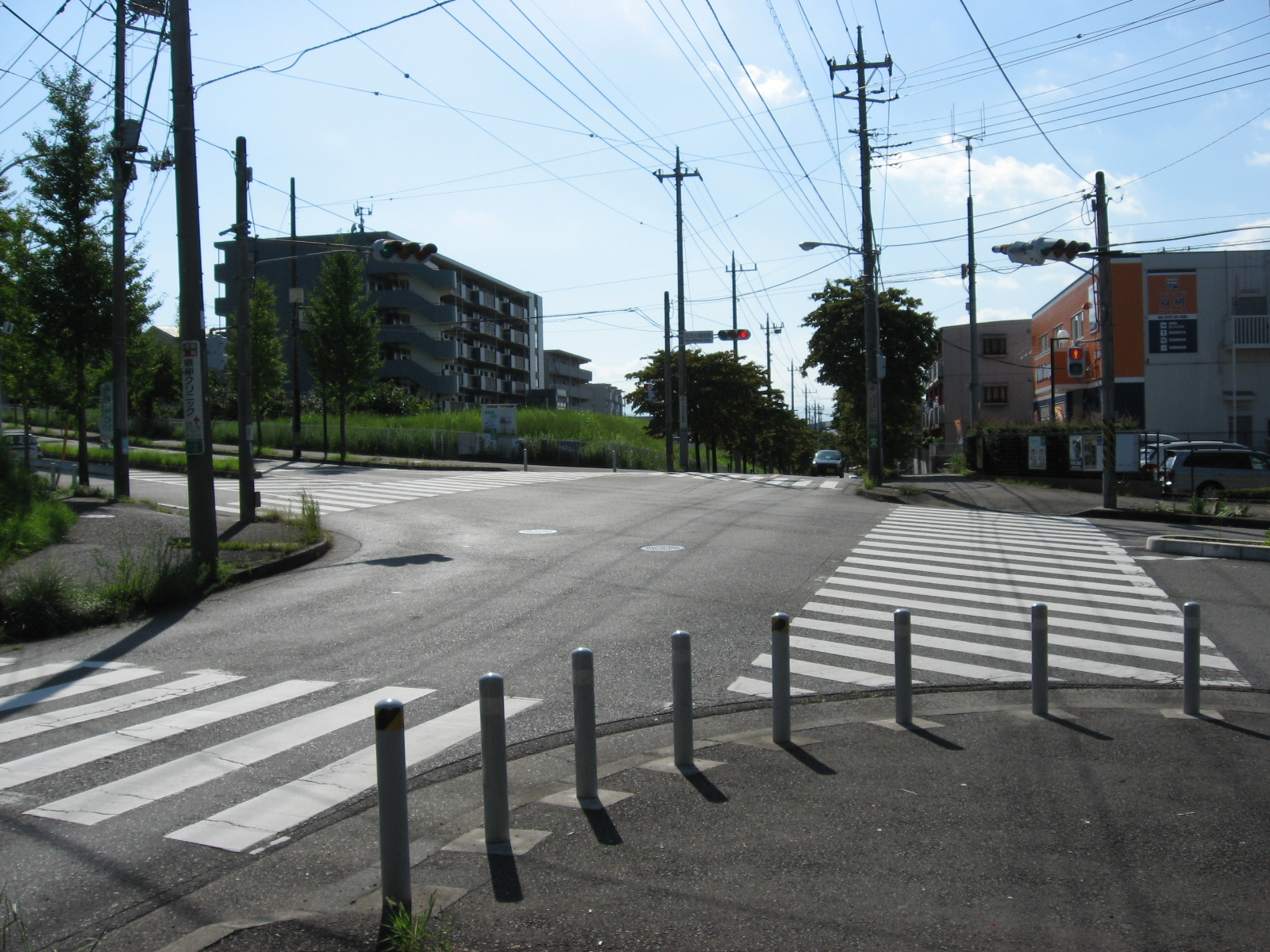
元石川高校前交差点

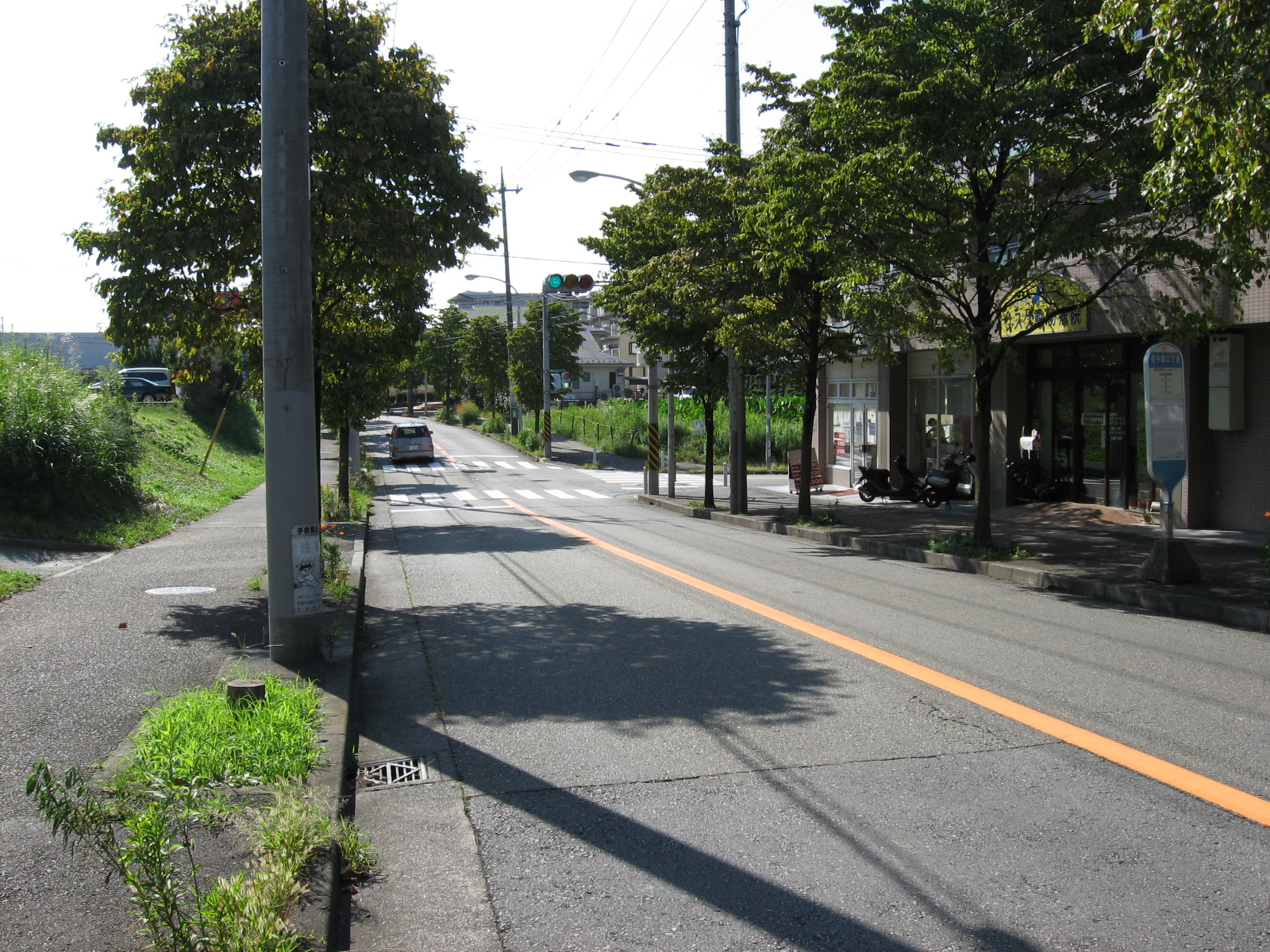
荏子田二丁目バス停付近。元石川高校前交差点より150m程西へ行ったところ

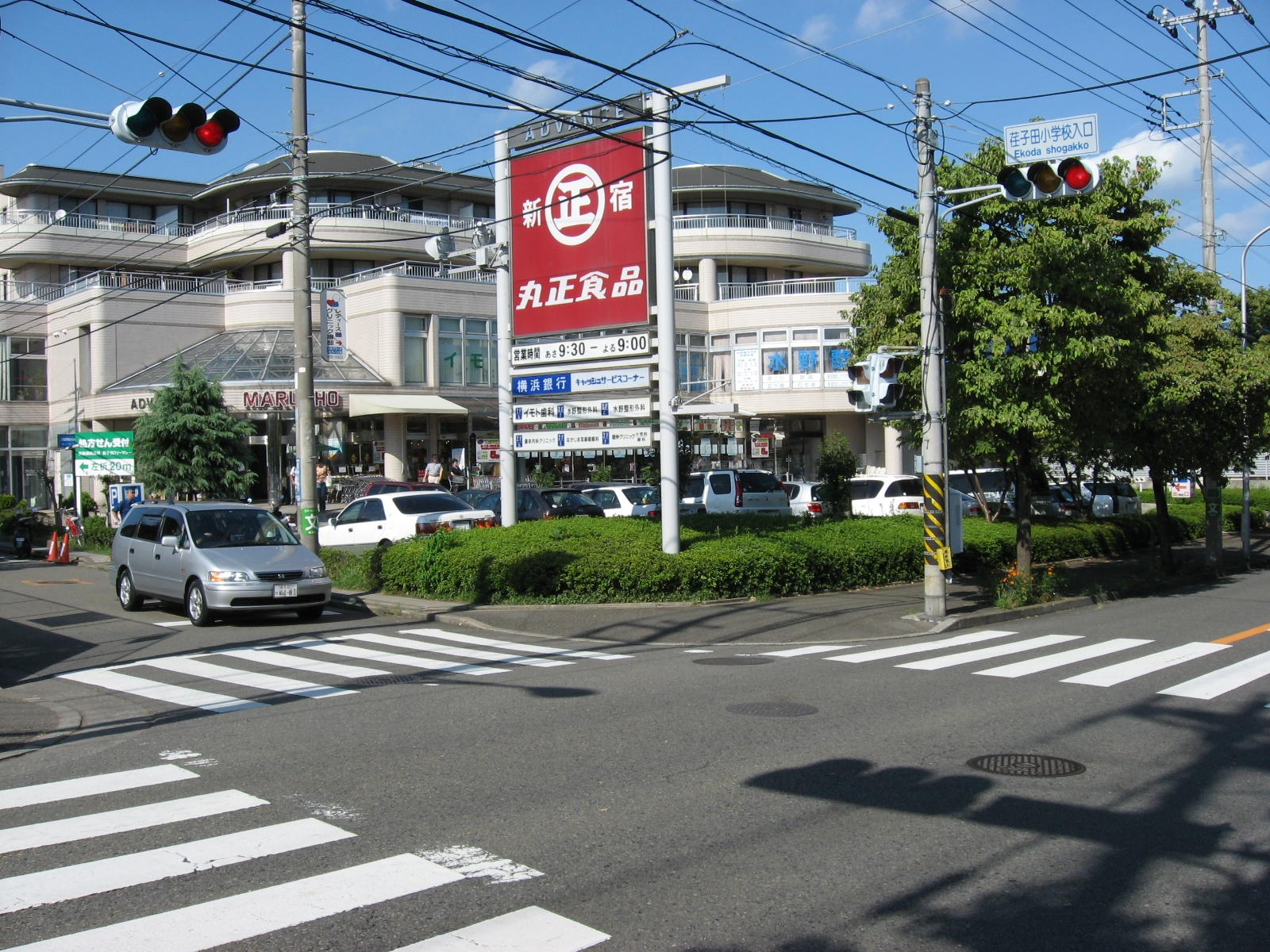
荏子田小学校入口交差点。写真の丸正食品は2020年2月に閉店。

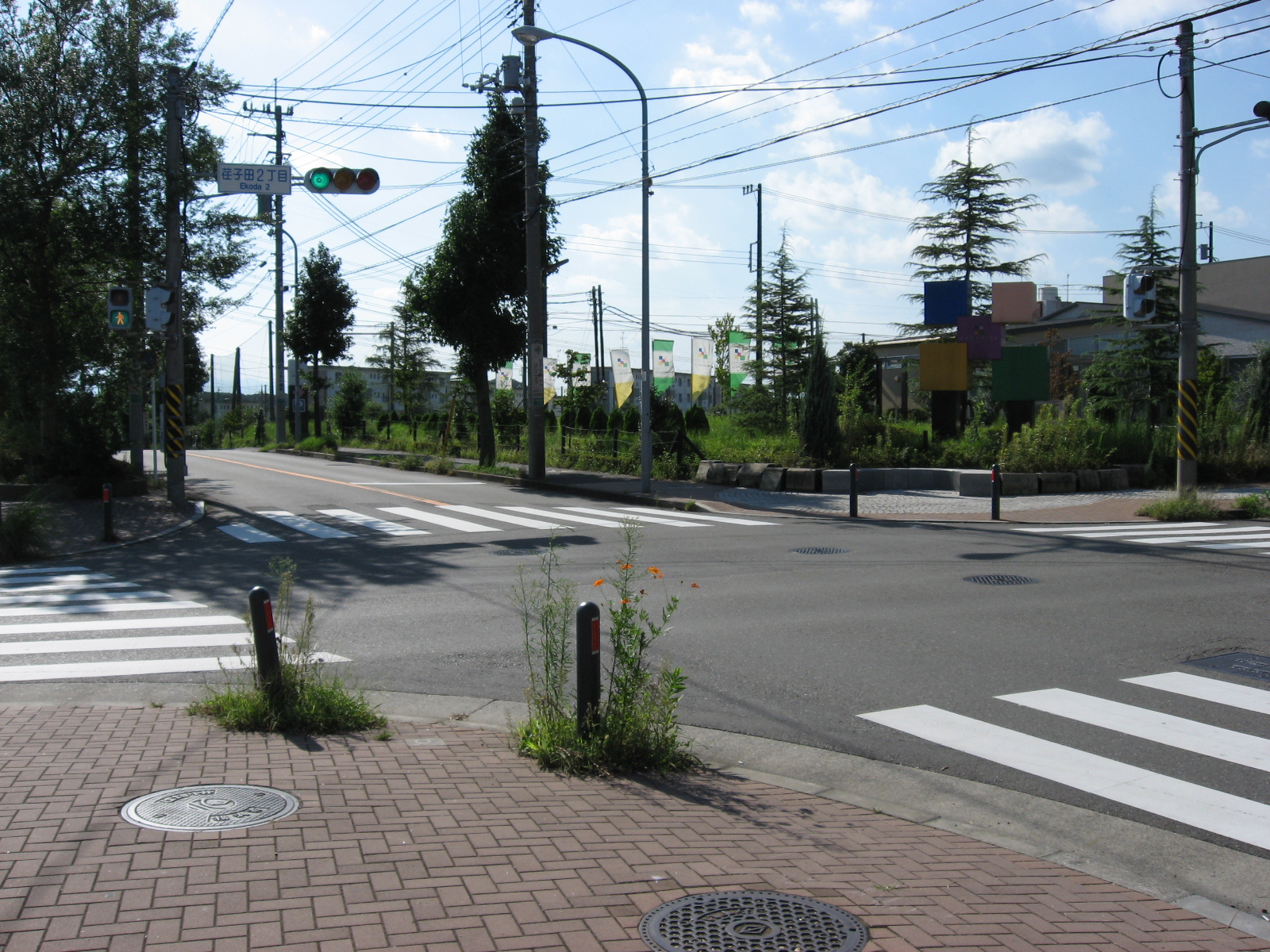
荏子田二丁目交差点。これより先はすすき野。

荏子田（えこだ）は、神奈川県横浜市青葉区の地名。現行行政地名は荏子田一丁目から荏子田三丁目。住居表示未実施区域。

## 地理
横浜市青葉区東部に位置する。地域内は全域が東急によって開発された多摩田園都市であり、全域が住宅街となっている。荏子田三丁目に横浜市立荏子田小学校がある。
東は元石川町、西はすすき野、南は大場町、北は美しが丘西と接している。

### 地価
住宅地の地価は、2024年（令和6年）1月1日の公示地価によれば、荏子田一丁目5番21の地点で24万9000円/m2、荏子田二丁目24番16の地点で25万1000円/m2となっている。

## 歴史

### 地名の由来
かつて、周辺一帯の田圃が木の枝のように分かれて入りくんでいたことから（田に「エゴノキ」がたくさん植えられていたからとも）「枝子田」（えごた、えごだ）と呼ばれていた。また、その後も俗称として荏子田と呼ばれていたことから町名新設の際に正式な町名とした。

### 沿革
- 1984年（昭和59年）4月29日 - 土地区画整理事業（荏子田）[8]に伴い、緑区元石川町、大場町の各一部より、緑区荏子田一丁目-荏子田三丁目を新設[9]。
- 1994年（平成元年）11月5日 - 土地区画整理事業（保木）に伴い、元石川町の一部を荏子田二丁目に編入する[8][10]
- 1994年（平成6年）11月6日 - 港北区と緑区を再編し、青葉区と都筑区を新設。青葉区荏子田一丁目-荏子田三丁目となる[11]。

### 町名の変遷
| 実施後       | 実施年月日                | 実施前（各町名ともその一部） |
| ------------ | ------------------------- | ---------------------------- |
| 荏子田一丁目 | 1984年（昭和59年）4月29日 | 元石川町の一部               |
| 荏子田二丁目 | 1984年（昭和59年）4月29日 | 元石川町の一部               |
| 荏子田三丁目 | 1984年（昭和59年）4月29日 | 大場町、元石川町の各一部     |

## 世帯数と人口
2025年（令和7年）6月30日現在（横浜市発表）の世帯数と人口は以下の通りである。
| 丁目         | 世帯数    | 人口    |
| ------------ | --------- | ------- |
| 荏子田一丁目 | 476世帯   | 1,324人 |
| 荏子田二丁目 | 1,430世帯 | 3,528人 |
| 荏子田三丁目 | 822世帯   | 2,036人 |
| 計           | 2,728世帯 | 6,888人 |

### 人口の変遷
国勢調査による人口の推移。
| 年                 | 人口  |
| ------------------ | ----- |
| 1995年（平成7年）  | 3,962 |
| 2000年（平成12年） | 5,261 |
| 2005年（平成17年） | 6,116 |
| 2010年（平成22年） | 6,650 |
| 2015年（平成27年） | 6,756 |
| 2020年（令和2年）  | 6,666 |

### 世帯数の変遷
国勢調査による世帯数の推移。
| 年                 | 世帯数 |
| ------------------ | ------ |
| 1995年（平成7年）  | 1,184  |
| 2000年（平成12年） | 1,638  |
| 2005年（平成17年） | 1,963  |
| 2010年（平成22年） | 2,196  |
| 2015年（平成27年） | 2,313  |
| 2020年（令和2年）  | 2,426  |

## 学区
市立小・中学校に通う場合、学区は以下の通りとなる（2024年11月時点）。
| 丁目         | 番地                                | 小学校                     | 中学校                 |
| ------------ | ----------------------------------- | -------------------------- | ---------------------- |
| 荏子田一丁目 | 4番地                               | 横浜市立あざみ野第一小学校 | 横浜市立あざみ野中学校 |
| 荏子田一丁目 | 1〜3番地 5〜16番地                  | 横浜市立荏子田小学校       | 横浜市立あざみ野中学校 |
| 荏子田二丁目 | 1〜35番地                           | 横浜市立荏子田小学校       | 横浜市立あざみ野中学校 |
| 荏子田二丁目 | 36番地                              | 横浜市立嶮山小学校         | 横浜市立すすき野中学校 |
| 荏子田三丁目 | 1〜3番地 6〜8番地の6 10〜12番地     | 横浜市立荏子田小学校       | 横浜市立すすき野中学校 |
| 荏子田三丁目 | 4〜5番地 8番地の7〜9番地 13〜28番地 | 横浜市立荏子田小学校       | 横浜市立あざみ野中学校 |

## 事業所
2021年（令和3年）現在の経済センサス調査による事業所数と従業員数は以下の通りである。
| 丁目         | 事業所数 | 従業員数 |
| ------------ | -------- | -------- |
| 荏子田一丁目 | 18事業所 | 51人     |
| 荏子田二丁目 | 40事業所 | 250人    |
| 荏子田三丁目 | 35事業所 | 368人    |
| 計           | 93事業所 | 669人    |

### 事業者数の変遷
経済センサスによる事業所数の推移。
| 年                 | 事業者数 |
| ------------------ | -------- |
| 2016年（平成28年） | 77       |
| 2021年（令和3年）  | 93       |

### 従業員数の変遷
経済センサスによる従業員数の推移。
| 年                 | 従業員数 |
| ------------------ | -------- |
| 2016年（平成28年） | 648      |
| 2021年（令和3年）  | 669      |

## 施設
- 青葉保育園
- 愛和太陽幼稚園
- 横浜市立荏子田小学校
- 荏子田公園
- 荏子田朝霧公園
- 荏子田朝日公園
- 荏子田太陽公園
- 荏子田夕日公園
- 八幡社
- 荏子田横穴（カンカン穴）
- サンドラッグ荏子田店

## 伝統芸能
- 荏子田音頭
- 荏子田囃子（横浜市無形文化財）

## その他

### 日本郵便
- 郵便番号 : 225-0005[3]（集配局：青葉郵便局[21]）

### 警察
町内の警察の管轄区域は以下の通りである。
| 丁目         | 番・番地等 | 警察署     | 交番・駐在所 |
| ------------ | ---------- | ---------- | ------------ |
| 荏子田一丁目 | 全域       | 青葉警察署 | すすき野交番 |
| 荏子田二丁目 | 全域       | 青葉警察署 | すすき野交番 |
| 荏子田三丁目 | 全域       | 青葉警察署 | すすき野交番 |